# لاسينا باريه
لاسينا باريه (بالفرنسية: Lassina Paré)‏ (مواليد 27 أغسطس 1964 في فولتا العليا) حكم كرة قدم بوركينابي . أصبح حكما دوليا معترفا فيه من الاتحاد الدولي لكرة القدم اعتبارا من 1997 .
شارك في تحكيم مباريات بطولة كأس الأمم الأفريقية في 2004 ، 2006 ، و 2008 .

## وصلات خارجية
- لاسينا باريه على موقع Soccerway.com (الإنجليزية)